# 10 de julho na Universíada de Verão de 2009
O dia 10 de julho de 2009 foi o décimo primeiro dia de competições da Universíada de Verão de 2009. Foram disputadas doze modalidades e 35 finais. Nesse dia se encerraram o futebol - primeiro esporte coletivo a se encerrar -, os saltos ornamentais e o tênis de mesa.

## Modalidades
| - Atletismo - Basquetebol - Futebol - Ginástica rítmica | - Judô - Natação - Polo aquático - Saltos ornamentais | - Tênis - Tênis de mesa - Tiro com arco - Voleibol |

## Campeões do dia
Esses foram os "campeões" (medalhistas de ouro) do dia:
| Medalhas de Ouro   | Medalhas de Ouro             | Medalhas de Ouro | Medalhas de Ouro | Medalhas de Ouro | Medalhas de Ouro |
| Modalidades        | Evento                       | País             | Atleta(s) | Recorde          | Ref.             |
| ------------------ | ---------------------------- | ---------------- | --- | ---------------- | ---------------- |
| Atletismo          | 200m masculino               | Azerbaijão       | Ramil Guliyev | PB               | [ 2 ]            |
| Atletismo          | 400m com barreiras masculino | Austrália        | Tristan Thomas | —                |                  |
| Atletismo          | Lançamento de dardo masc.    | Letônia          | Ainars Kovals | —                |                  |
| Atletismo          | 200m feminino                | Nova Zelândia    | Monique Willams | —                |                  |
| Atletismo          | 100m com barreiras feminino  | Turquia          | Nevin Yanit | —                |                  |
| Atletismo          | 3.000m com obstáculos fem.   | Portugal         | Sara Moreira | UR               | [ 3 ]            |
| Atletismo          | 20 km marcha atlética fem.   | Rússia           | Olga Mikhailova | UR               | [ 3 ]            |
| Atletismo          | Lançamento de martelo fem.   | Alemanha         | Betty Heidler | UR               | [ 3 ]            |
| Atletismo          | Lançamento de dardo feminino | Chéquia          | Jirina Ptacnikova | —                |                  |
| Futebol            | Masculino                    | Ucrânia          | Iurii Bakhtiiarov Andriy Zaporozhan Vladyslav Piskun Oleksii Repa Igor Gerbynskyy Andriy Bashaly Artem Staroorodskyy Mykola Revutskyy Igor Hordya Dmytro Gunchenko Igor Khudobyak Yuriy Kysylytsya Andriy Shevchuk Andriy Misyaylo Oleksandr Krokhmalyuk Vladyslav Mykulyak Matviy Bobal Anton Monakhov Vasyl Chornyi | —                | [ 4 ]            |
| Futebol            | Feminino                     | Coreia do Sul    | Lee Sun-Min Kim Danbi Cho So-Hyun Lim Seon-Joo Shin Mina Jeon Ga-Eul Kwon Eunsom Kwon Hah-Nul Ji So-Yun Yoo Young-A Lee Eunmi Kim Jin-Young Kim Do-Yeon Jung Won-Jung Hwang Boram Shim Seo-Yeon Kim Soo-Yun Kim Seuri                                                                                                 | —                | [ 5 ]            |
| Ginástica rítmica  | Individual geral             | Rússia           | Evgeniya Kanaeva | —                |                  |
| Ginástica rítmica  | Equipe (3 fitas e 2 cordas)  | Rússia           | Tatiana Ivanova Daria Kuvshinova Anna Loman Yana Mishina Yana Petunina Kristina Vaydurova | —                | [ 6 ]            |
| Judô               | Masculino até 60kg           | Países Baixos    | Jeroen Mooren | —                |                  |
| Judô               | Masculino aberto             | Coreia do Sul    | Kim Sung Min | —                |                  |
| Judô               | Feminino até 48kg            | Japão            | Haruna Asami | —                |                  |
| Judô               | Feminino aberto              | China            | Zhang Jie | —                |                  |
| Natação            | 200m nado costas masculino   | Japão            | Ryosuke Irie | UR               | [ 3 ]            |
| Natação            | 50m nado peito masculino     | Estados Unidos   | Kevin Swander | UR               | [ 3 ]            |
| Natação            | 100m nado borboleta masc.    | Quênia           | Jason Dunford | —                |                  |
| Natação            | 4x200m livre masculino       | Japão            | Sho Uchida Shogo Hihara Shunsuke Kuzuhara Yasunori Mononobe | UR               | [ 3 ] [ 7 ]      |
| Natação            | 200m nado livre feminino     | Eslovênia        | Sara Isakovic | —                |                  |
| Natação            | 1.500m nado livre feminino   | Japão            | Yumi Kida | —                |                  |
| Natação            | 50m nado costas feminino     | Japão            | Shiho Sakai | UR               | [ 3 ]            |
| Saltos ornamentais | 10m sincronizado masculino   | China            | Wang Zihao Li Mengqiang | —                | [ 8 ]            |
| Saltos ornamentais | Equipe masculina             | China            | — | —                |                  |
| Saltos ornamentais | 3m sincronizado feminino     | México           | Paola Espinosa Laura Sánchez Soto | —                | [ 9 ]            |
| Saltos ornamentais | Equipe feminina              | México           | — | —                |                  |
| Tênis              | Dupla masculina              | Taipé Chinesa    | Yi Chu-Huan Lee Hsin-Han | —                | [ 10 ]           |
| Tênis              | Dupla feminina               | Rússia           | Vitaliya Dyachenko Ekaterina Makarova | —                | [ 11 ]           |
| Tênis de mesa      | Individual masculino         | Taipé Chinesa    | Chiang Hung-Chieh | —                |                  |
| Tênis de mesa      | Individual feminino          | China            | Tang Liying | —                |                  |
| Tiro com arco      | Composto dupla mista         | Rússia           | Danzan Khaludorov Albina Loginova | —                | [ 12 ]           |
| Tiro com arco      | Recurvo dupla mista          | Coreia do Sul    | Hoon Kim Seong Yeseul Kim | —                | [ 13 ]           |
| Voleibol           | Feminino                     | Itália           | Manuela Di Crescenzo Annamaria Quaranta Enrica Merlo Giulia Pincerato Serena Ortolani Veronica Angeloni Valentina Arrighetti Federica Stuffi Lucia Crisanti Lucia Bosetti Ilaria Garzaro Cristina Barcellini | —                | [ 14 ]           |

## Líderes do quadro de medalhas ao final do dia
| Ordem | País               | Medalha de ouro | Medalha de prata | Medalha de bronze |    |
| ----- | ------------------ | --------------- | ---------------- | ----------------- | -- |
| 1     | CHN China          | 18              | 20               | 13                | 51 |
| 2     | JPN Japão          | 17              | 18               | 26                | 61 |
| 3     | RUS Rússia         | 15              | 13               | 18                | 46 |
| 4     | KOR Coreia do Sul  | 15              | 7                | 14                | 36 |
| 5     | USA Estados Unidos | 9               | 10               | 8                 | 27 |